# عمو يزيد
يزيد بلعباس، فنان جزائري المعروف باسم عمو يزيد  كمنشط تلفزيوني أو الشاب يزيد كفنان سابق في الموسيقى الجزائرية العصرية، وُلد في 18 نوفمبر 1970 في وهران، الجزائر.

## السيرة الذاتية
وُلد يزيد في مدينة وهران في غرب الجزائر، حيث نشأ في سنواته الأولى. في سن الثانية عشرة، انتقلت عائلته إلى عين الصفراء في الجنوب الجزائري لمدة عامين، ثم انتقلوا إلى مستغانم حيث أكمل دراسته المتوسطة عام 1984. أنهى دراسته الثانوية في ثنية الحد عام 1988، حيث نال شهادة البكالوريا. بعدها، انتقل إلى الجزائر العاصمة لمتابعة دراسته العليا.
منذ شبابه، تأثر بالفنانين أحمد وهبي، الشاب حسني، والشاب خالد. من سن مبكرة، أظهر اهتمامًا خاصًا بالغناء، وهو ما تجسّد لاحقًا في عدة ألبومات أطلقت مسيرته الموسيقية.

## مسيرته المهنية
بدأت مسيرة عمو يزيد في عالم الأطفال بعدما أولى اهتمامًا خاصًا لهذا المجال، حيث أنتج العديد من الألبومات قبل أن يوقف نشاطه في مجال الأغاني الموجهة للكبار، ليركز كل جهوده على البرامج الموجهة للأطفال والأعمال الخيرية. أطلق أول برنامج تلفزيوني له بعنوان "مع عمو يزيد" في 14 أبريل 2015، وهو برنامج موجه للأطفال. كما أطلق برنامجًا آخر بعنوان "أولادنا تحت جناحنا" موجه للأولياء لمساعدتهم في تربية أطفالهم. عُرضت هذه البرامج على قناة الشروق التلفزيونية وقنوات التلفزيون الجزائري الحكومي. وفي 16 أبريل 2022، تم إطلاق أول بث لقناة "عمو يزيد تيفي" على القمر الصناعي نايلسات، وهي قناة مخصصة للأطفال تُقدم برامج تعليمية، تربوية، تثقيفية وترفيهية.
منذ عام 1997، تفرغ يزيد تمامًا لمهنته كفنان محترف. في البداية، تخصص في الموسيقى الموجهة للكبار، وبرز بشكل كبير خلال العشرية السوداء في الجزائر. كان دائمًا ناشطًا في قضايا النساء والأطفال، حيث اشتهر عام 1997 بإعادة أغنية "صبري صبري" للشاب جلطي ولكن بنسخة موجهة للأطفال، مما أكسبه شهرة واسعة.
يُعتبر من الشخصيات الفنية التي تجمع بين الغناء والعمل الاجتماعي، حيث كان يقيم حفلات دورية بمناسبة اليوم العالمي للمرأة في 8 مارس وحفلات تحسيسية لرعاية حقوق الطفل في 1 يونيو من كل عام. شارك في عدة تظاهرات دولية مهمة، منها حفلات في إفريقيا وأوروبا وأمريكا الشمالية. عاش لفترة في كندا حيث شارك في مهرجان الثقافة العربية بمونتريال عام 2005، واحتفاليات عيد إذاعة المغرب العربي في 2012.
في أبريل 2015، تحول يزيد رسميًا إلى ميدان التنشيط التلفزيوني وأنتج برنامجه الأول "مع عمو يزيد"، والذي نال حب الأطفال وأصبح من البرامج المشهورة. وفي 20 نوفمبر 2015، بمناسبة اليوم العالمي لحقوق الطفل، أقام أول عروضه للأطفال برياض الفتح بالجزائر العاصمة، ومن ثم أصبح يجول الجزائر لتقديم حفلات "عمو يزيد شو".
منذ عام 2016، اقام مدينة عمو يزيد الترفيهية. في حديقة كبيرة مكونة من الألعاب المنفوخة والمهرجين والموسيقى والرسوم المتحركة زيادة على أداءه للعروض خلال شهر رمضان، مجانا، بعاية رامي كيدز 

## أعماله الخيرية

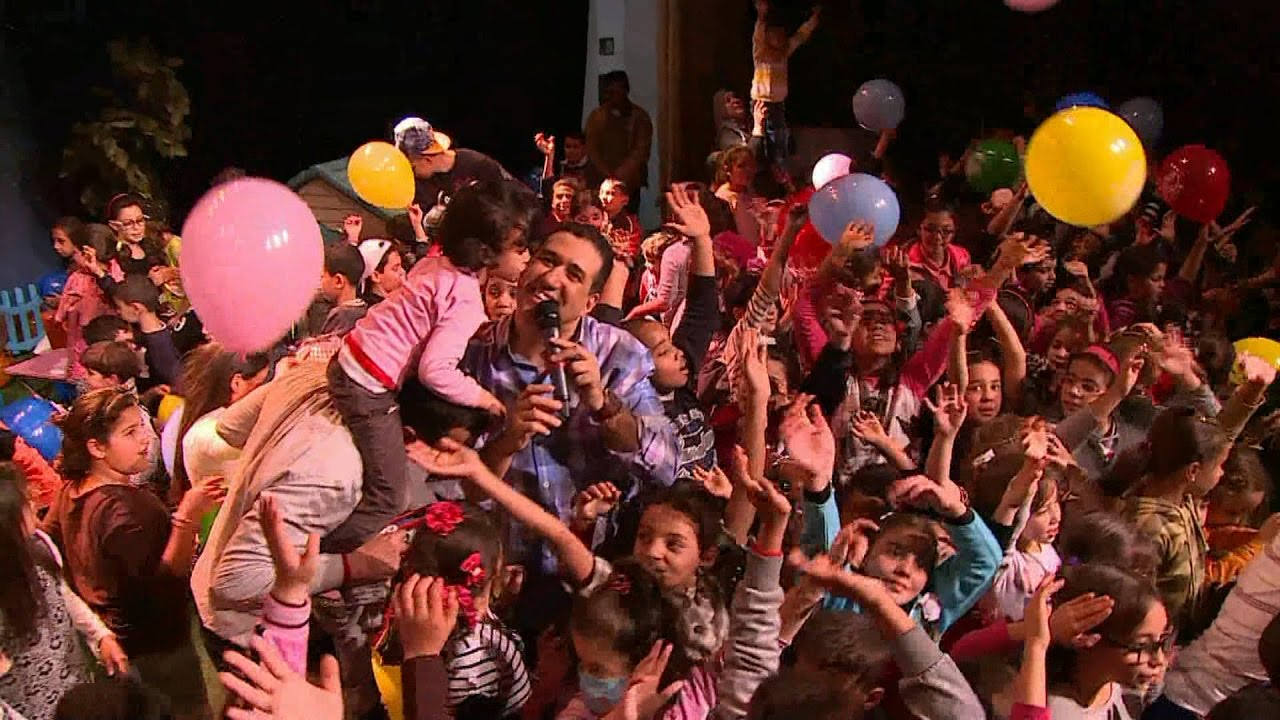
عمو يزيد خلال عرضه (عمو يزيد شو)

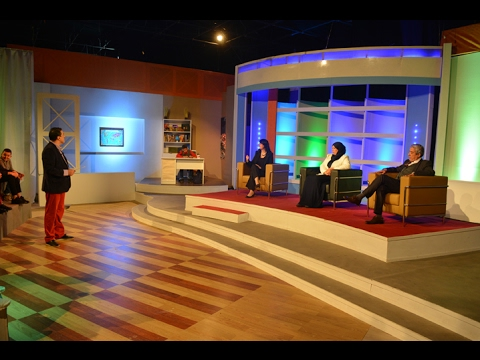
عمو يزيد في برنامجه الجديد "أولادنا تحت جناحنا"

نظم عمو يزيد في 11 مارس 2016 عملية خيرية بالشراكة مع شركة إسيلور، تحت شعار "أرى أفضل، لأدرس أفضل"، حيث شملت العملية كشف مجاني للأطفال وتوزيع أكثر من ألف نظارة طبية للمحتاجين. هذا العمل ليس الأول فسبق له أن قام بجولة في المستشفيات في وقت سابق من عام 2015  أو حتى قبل عام 2007 لصالح المسنين والمحرومين 
بعد النجاح الكبير الذي حققه برنامج "مع عمو يزيد"، أطلق في 28 يناير 2017 برنامجه الثاني "أولادنا تحت جناحنا"، الموجه للأولياء، والذي يهدف إلى تقديم النصائح والمساعدة في تربية الأطفال.
في عام 2020، انتقل برنامجه "مع عمو يزيد" إلى التلفزيون الجزائري بحلة وفقرات جديدة. وفي عام 2021، كرّمته مؤسسة ميديا سورفاي بوسام شرفي نظير مجهوداته في مجال البرامج الموجهة للأطفال.

في سنة 2022، أسس يزيد قناة تلفزيونية للأطفال تحمل اسمه "عمو يزيد".

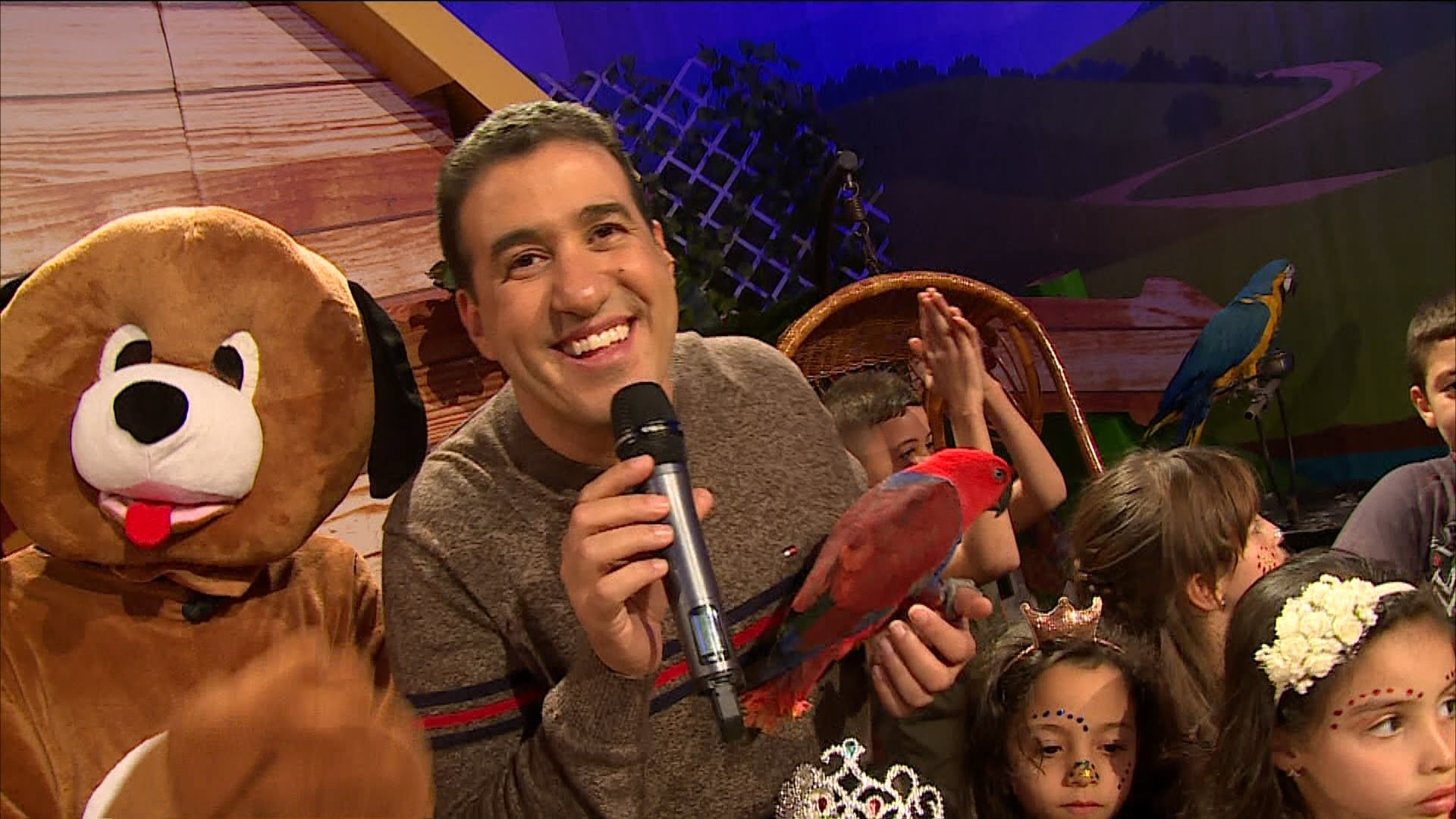
عمو يزيد خلال برنامجه (مع عمو يزيد)

## ألبومات

### ألبومات
منذ سنة 2000 أصدر عمو يزيد عدة ألبومات للأطفال
- 1999 : ماما [16]
- 2004 : مدرستي [17]
- 2011 : بيتنا
- 2015 : من حق الطفولة
- 2016 : معلمي
- 2017 : مبروك النجاح عليكم
- 2018 : يا كتابي

## حياة شخصية
هو أب لثلاثة أطفال

## مذكرات ومراجع
يسرنا ان نضع بين أيديكم وتحت تصرفكم مذكرات الأستاذ جعيجع المهدي للقسم التحضيري جميع الأسابيع بصيغة world جعلها الله في ميزان حسنات صاحب العمل عمو يزيد تجدون الملف على شكل pdf قابل للتحميل والطباعة. كما يمكنكم دائِماً تحميل الملف من خلال الضغط على تحميل الموجودة في الاسفل.